# Hmong daw
Le hmong daw (ou hmong blanc) est une langue hmong parlée par plus de 500 000 personnes en Chine (provinces de Guizhou, Hunan, Sichuan et Yunnan), au Laos, en Thaïlande et au Viêt Nam, ainsi que parmi la diaspora hmong, notamment aux États-Unis et en France.
Il est proche du hmong njua, le hmong vert, bien que l'intercompréhension soit parfois délicate, notamment en raison de différences de prononciation; par exemple le d du hmong blanc est prononcé tl en hmong vert.

## Phonologie

### Voyelles
Le hmong daw dispose de 13 voyelles, représentées par un ou deux caractères latins :
a, e, i, o, u, w, ai, au, aw, ee, ia, oo, ua (voir Orthographe pour la correspondance avec les phonèmes).
| Monophtongues | Orales      | Orales    | Orales       |            | Nasales     | Nasales |
| Monophtongues | Antérieures | Centrales | Postérieures | Antérieure | Postérieure |         |
| Hautes        | i           | ɨ         | u            |            |             |         |
| Moyennes      | e           |           | ɔ            | ẽ          | ɔ̃           |         |
| Basse         |             | a         |              |            |             |         |

| Diphtongues                  | Fermantes | Centralisantes |
| ---------------------------- | --------- | -------------- |
| Composante haute antérieure  | ai        | iə             |
| Composante haute centrale    | aɨ        |                |
| Composante haute postérieure | au        | uə             |

### Consonnes
Le hmong daw dispose de 56 consonnes, représentées par un à quatre caractères latins :
c, d, f, h, k, lo, m, n, p, q, r, s, t, v, x, y, z, ch, dh, hl, hm, hn, kh, ml, nc, nk, np, nq, nr, nt, ny, ph, pl, qh, rh, th, ts, tx, xy, hml, hny, nch, nkh, nph, npl, nqh, nrh, nth, nts, ntx, plh, tsh, txh, nplh, ntsh, ntxh (voir Orthographe pour la correspondance avec les phonèmes).
|                        | Bilabiale | Bilabiale avec libération latérale | Labio-Dentale | Dentale   | Rétroflexe | Palatale | Vélaire | Uvulaire | Glottale |
| ---------------------- | --------- | ---------------------------------- | ------------- | --------- | ---------- | -------- | ------- | -------- | -------- |
| Occlusive simple       | p pʰ      | pl pɬ                              |               | t tʰ d dʰ | ʈ ʈʰ       | c cʰ     | k kʰ    | q qʰ     | ʔ        |
| Occlusive prénasalisée | mb mbʰ    | mbl mbɬ                            |               | nd ndʰ    | ɳɖ ɳɖʰ     | ɲɟ ɲɟʰ   | ŋg ŋgʰ  | ɴɢ ɴɢʰ   |          |
| Affriquée simple       |           |                                    |               | ts tsʰ    | ʈʂ ʈʂʰ     |          |         |          |          |
| Affriquée prénasalisée |           |                                    |               | ndz ndzʰ  | ɳɖʐ ɳɖʐʰ   |          |         |          |          |
| Nasale                 | m m̥       | ml m̥ɬ                              |               | n n̥       |            | ɲ ɲ̥      |         |          |          |
| Fricative              |           |                                    | f v           | s         | ʂ ʐ        | ç ʝ      |         |          | h        |
| Spirante latérale      |           |                                    |               | ɬ l       |            |          |         |          |          |

### Tons
Le hmong daw est une langue tonale, comportant 8 tons distincts (soit plus que les 5 ou 6 tons du vietnamien et les 6 du laotien).
Les tons ne sont pas représentés, comme c'est le cas dans de nombreuses langues, par des diacritiques, mais, pour sept d'entre eux, par la consonne de fin de syllabe : b, g, s, j, v, m, d, et pour le huitième (le ton moyen), par un doublement (parfois omis) de la voyelle finale.
| Ton                             | Exemple                              |
| ------------------------------- | ------------------------------------ |
| Haut                            | pob /pɔ́/ « ballon »                  |
| Moyen                           | poo (ou po) /pɔ/ « mauvaise humeur » |
| Moyen inférieur (voix soufflée) | pog /pɔ̤/ « grand-mère paternelle »   |
| Bas                             | pos /pɔ̀/ « épine »                   |
| Haut descendant                 | poj /pɔ̂/ « femelle »                 |
| Moyen montant                   | pov /pɔ̌/ « jette »                   |
| Bas descendant (voix craquée)   | pom /pɔ̰/ « vois »                    |

## Orthographe
| - a – /a/ - ai – /ai/ - au – /au/ - c – /c/ - ch – /cʰ/ - d – /d/ - dh – /dʰ/ - e – /e/ - ee – /ẽ/ - f – /f/ - h – /h/ - hl – /ɬ/ - hm – /m̥/ - hn – /n̥/ - hnl ou hml – /m̥ɬ/ - hny – /ɲ̥/ - i – /i/ | - ia – /iə/ - k - /k/ - kh – /kʰ/ - l – /l/ - m – /m/ - n – /n/ - nc – /ɲɟ/ - nch – /ɲɟʰ/ - nk – /ŋg/ - nkh – /ŋgʰ/ - nl ou ml – /mˡ/ - np – /mb/ - nph – /mbʰ/ - npl – /mbˡ/ - nplh – /mbɬ/ - nq – /ɴɢ/ - nqh – /ɴɢʰ/ | - nr – /ɳɖ/ - nrh – /ɳɖʰ/ - nt - /nd/ - nth - /ndʰ/ - nts - /ɳɖʐ/ - ntsh - /ɳɖʐʰ/ - ntx - /ndz/ - ntxh – /ndzʰ/ - ny – /ɲ/ - o – /ɔ/ - oo – /ɔ̃/ - p – /p/ - ph – /pʰ/ - pl – /pˡ/ - plh – /pɬ/ - q – /q/ - qh – /qʰ/ | - r - /ʈ/ - rh - /ʈʰ/ - s – /ʂ/ - t - /t/ - th – /tʰ/ - ts – /ʈʂ/ - tsh – /ʈʂʰ/ - tx - /ts/ - txh - /tsʰ/ - u – /u/ - ua – /uə/ - v – /v/ - w - /ɨ/ - x – /s/ - xy – /ç/ - y - /ʝ/ - z - /ʐ/ |

La consonne occlusive glottale n'est pas indiquée dans l'orthographe. Dans les quelques mots débutant par une voyelle, la glottale initiale est indiquée par une apostrophe.
Le ton moyen n'est pas indiqué dans l'orthographe. Les autres tons sont indiqués par la consonne de fin de syllabe.
- -b – ton haut
- -s – ton bas
- -j – ton haut descendant
- -v – ton moyen montant
- -m – ton bas descendant (voix craquée)
- -g – ton moyen inférieur (voix soufflée)
- -d - ton bas descendant, variante de -m en fin de phrase

## Grammaire
Tout comme en chinois et en vietnamien, la plupart des mots hmong sont composés d'une seule syllabe.
Par ailleurs, aucune flexion n'est apportée aux mots pour indiquer la personne, le nombre, le temps, etc., contrairement aux langues occidentales comme le français ou l'anglais. En hmong, les mots sont invariables, les informations entraînant une flexion en français étant représentées par l'adjonction de mots supplémentaires, ainsi que par l'ordre des mots.
Les règles grammaticales hmong ne jouent donc pas sur la morphologie des mots.
Les mots hmong sont organisés en différentes classes, un peu comme la distinction entre les mots masculins et féminins en français. Cependant, les classes hmong ne distinguent pas masculin et féminin, mais se basent sur d'autres critères beaucoup plus divers. Dans la plupart des cas, la définition de la classe d'un mot est effectuée par un mot supplémentaire qui le précède : le classificateur.
Par exemple, on utilise en français l'article le ou l'article la selon que le mot qui suit est masculin ou féminin. De façon similaire, le hmong dira lub tsev pour « la maison » et tus tub pour « le garçon », les classificateurs lub et tus précédant des mots de classes différentes.
Il ne faut pas confondre les classificateurs avec des articles, comme pourrait le donner à penser l'exemple précédent. Un autre exemple aidera à faire la distinction, à partir du mot ntawv (« papier »):
- daim ntawv (« feuille de papier ») utilise le classificateur daim des objets plats
- tsab ntawv (« lettre ») utilise le classificateur tsab des choses écrites.

L'ordre des mots dans les phrases est, comme en français, du type SVO (Sujet-Verbe-Objet).